# Soa Palelei
Soa Palelei, född 12 juli 1977, är en australisk före detta MMA-utövare som bland annat tävlade i Ultimate Fighting Championship och PRIDE.